# Gog en Magog

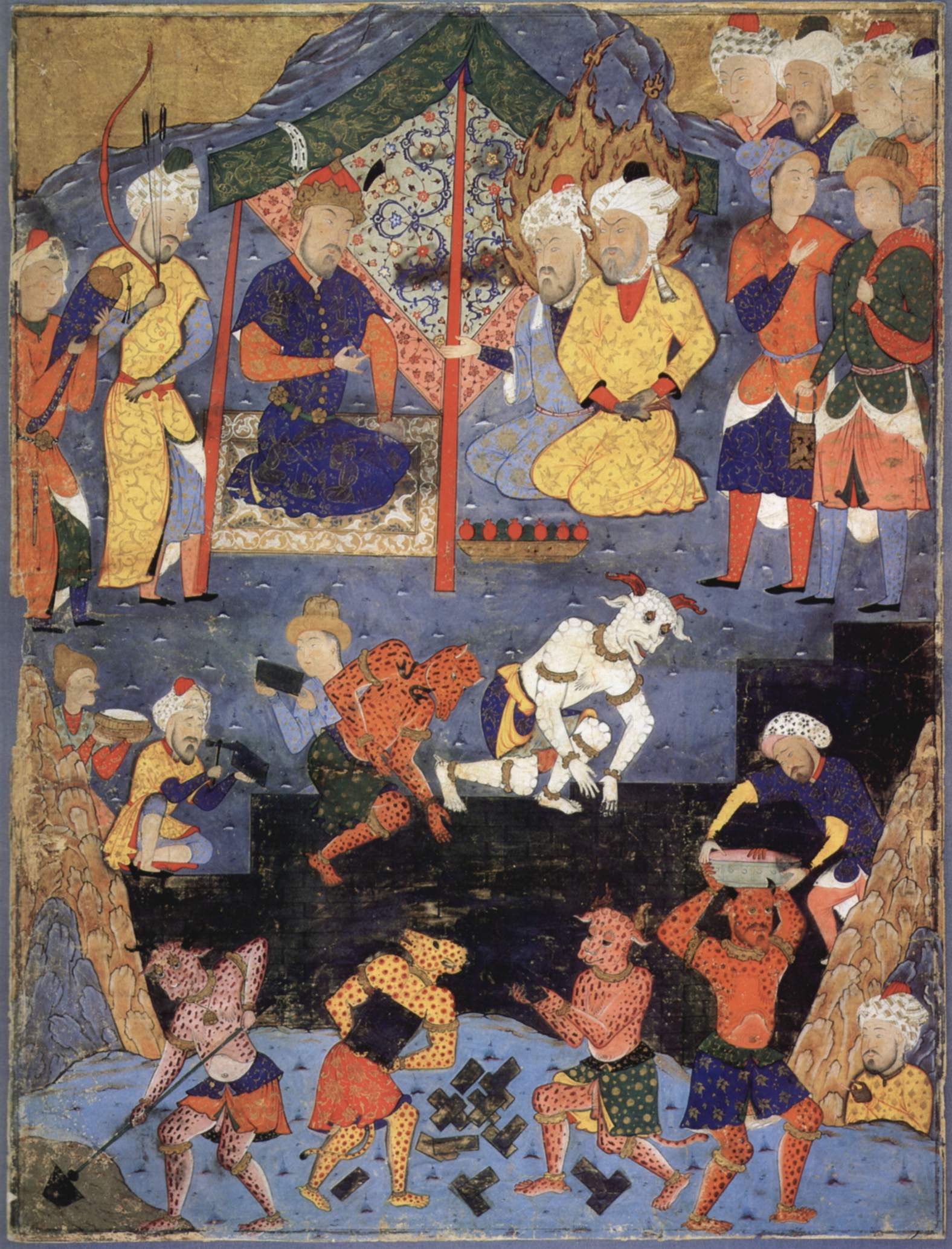
Een Perzische miniatuur, Cyrus de Grote bouwt, met hulp van djinns, de ijzeren poort om de barbaarse volkeren weg te houden van de beschaafde wereld.

Gog en Magog zijn een persoon en een land genoemd in de Hebreeuwse Bijbel in Ezechiël 38. Gog is de heerser van het land Magog die de uiteindelijke strijd zal voeren tegen het volk van God. In  de Openbaring van Johannes 20:8 worden Gog en Magog genoemd als twee landen onder de heerschappij van Satan.
Gog en Magog zijn ook twee beelden van reuzen die zich bevinden in de Guildhall in Londen en die teruggaan op de mythische verhalen over het ontstaan van Brittannië.

## Etymologie
Er zijn pogingen gedaan om Gog en Magog op etymologische basis aan een of ander toe te wijzen. Men heeft gedacht aan een afleiding van het Sumerische Gug, aan een godheid Gaga
en daarnaast nog aan enkele andere mogelijkheden die telkens gebaseerd zijn op het voorkomen van gelijkaardige medeklinkers. Volgens Lust kan geen enkele van die etymologische afleidingen een ernstig kritisch onderzoek doorstaan. Ook de pogingen om Gog te vereenzelvigen met een historisch persoon zoals Gyges van Lydië of Gâgi uit de annalen van Assurbanipal zijn pure hypotheses. In Ezechiël kan men lezen dat Gog een alliantie had met de Cimmeriërs terwijl Gyges oorlog voerde met dat volk.
Of Gog is afgeleid van Magog of omgekeerd en of er reële of mythologische figuren of landen mee bedoeld werden blijkt dus tot op heden onmogelijk met zekerheid af te leiden. Boe stelt vast dat al vanaf de tweede eeuw v.Chr. Gog en Magog dezelfde lading dekten.

## Teksten die Gog en Magog noemen

### De Bijbel en de Tenach
De eerste vermelding in de Bijbel en de Tenach is te vinden in de genealogie van de volkeren in Genesis 10:2, waar Magog genoemd wordt als een van de zeven zonen van Jafet. Hij wordt genoemd tussen Gomer en Madai, waaruit men afleidt dat het woongebied van zijn nakomelingen ook tussen de gebieden van Gomer en Madai lag. Gomer werd geassocieerd met de Cimmeriërs die ten noorden van de Zwarte Zee tussen Don en Donau geleefd zouden hebben. De Cimmeriërs trokken vanuit de Krim over de Kaukasus naar het zuiden en bedreigden Klein-Azië en Assyrië, maar werden weggedrongen naar het westen. Ze trokken door Klein-Azië en versloegen het Phrygische rijk. De nakomelingen van Madai worden geassocieerd met de Meden en de Ariërs in Indië. Magog werd op die manier geassocieerd met het noordelijkste deel van de toen bekende wereld.
Al voor de Babylonische ballingschap waren er apocalyptische profetieën terug te vinden in het Oude Testament (de Tenach) bij Amos (2:4-6:14), Jesaja (24:1-27:13) en Jeremia (1:14-16 en 4-6) met vijanden die van het noorden kwamen, namelijk Assyrië en Babylonië. In de tijd van de ballingschap neemt dit soort profetieën in aantal toe, vooral met Zacharias en Joel. Het is Ezechiël die, met zijn profetie over het einde der tijden en het gebruik van Gog van Magog als beeld van de vijandige heidense naties, de basis zal leggen voor het latere joodse, christelijke en islamitische eschatologische denken. Het boek van Ezechiël levert al de nodige ingrediënten: een barbaars volk van het verre noorden, vijand van de mensen en van God dat op het einde der tijden zijn rol zal spelen in de vernietiging van de wereld. Het kwam er nu nog vooral op aan die vijand te identificeren.

### De Sibillijnse orakels
De Sibillijnse orakels zijn een serie van geschriften (12 boeken zijn bewaard gebleven) van verschillende auteurs met zeer diverse onderwerpen die ontstaan zijn tussen de 2e eeuw v.Chr. en de 6e eeuw n.Chr. Verschillende delen ervan zijn geschreven door Joodse en Christelijke auteurs. Het totaal is een pastiche van Griekse en Romeinse mythologie, motieven van Homerus en Hesiodus, Bijbelse verhalen, gnostische en vroegchristelijke homilies en eschatologische geschriften. Deze boeken moeten niet verward worden met de Sibillijnse boeken die de neerslag zouden zijn geweest van de profetieën van de Sibilles maar die in Rome zouden zijn verbrand in opdracht van Flavius Stilicho.
In boek 3 van de Sibillijnse orakels vinden we twee referenties aan Gog en Magog, namelijk in de verzen 393-397 en in de verzen 646-655. In de eerste wordt het lot van het land van Gog en van Magog, in het midden van de rivieren van Ethiopië, beklaagd. Hier is men blijkbaar al overgegaan op Gog en Magog in de plaats van Gog van Magog, maar de situering in het gebied van de boven-Nijl stemt niet overeen met de traditie. In de verzen 646-655 worden Gog en Magog beklaagd maar ook de Mardianen en de Dahae.
De passages in de Sibillijnse orakels verwijzen wel naar Gog en Magog, maar eerder als een historische naam, de verzen hebben geen apocalyptische of eschatologische betekenis.

### Flavius Josephus
De Romeins-Joodse geschiedschrijver Flavius Josephus, actief in de eerste eeuw, stelt Magog gelijk aan de Scythen, nomaden afkomstig van de Centraal-Aziatische steppen. Ze vestigden een rijk ten noorden van de Zwarte Zee dat stand hield van de 8e eeuw v.Chr. tot de 2e eeuw v.Chr. Maar ook bij Josephus worden de Scythen niet verbonden met apocalyptische thema’s, ze zijn gewoon de vijanden die in die periode opdoken. In zijn werk De Bello Iudaico brengt hij het verhaal van Alexander de Grote ter sprake, die een ijzeren poort gebouwd zou hebben tussen twee bergen om Gog en Magog van de beschaafde wereld weg te houden. Maar ook hier verbindt Josephus geen enkele eschatologische betekenis aan dit verhaal, voor hem is het gewoon een militair bouwwerk om een vijand onder controle te houden. Hij is wel de eerste auteur bij wie men het verhaal over de ijzeren poort van Alexander terugvindt.

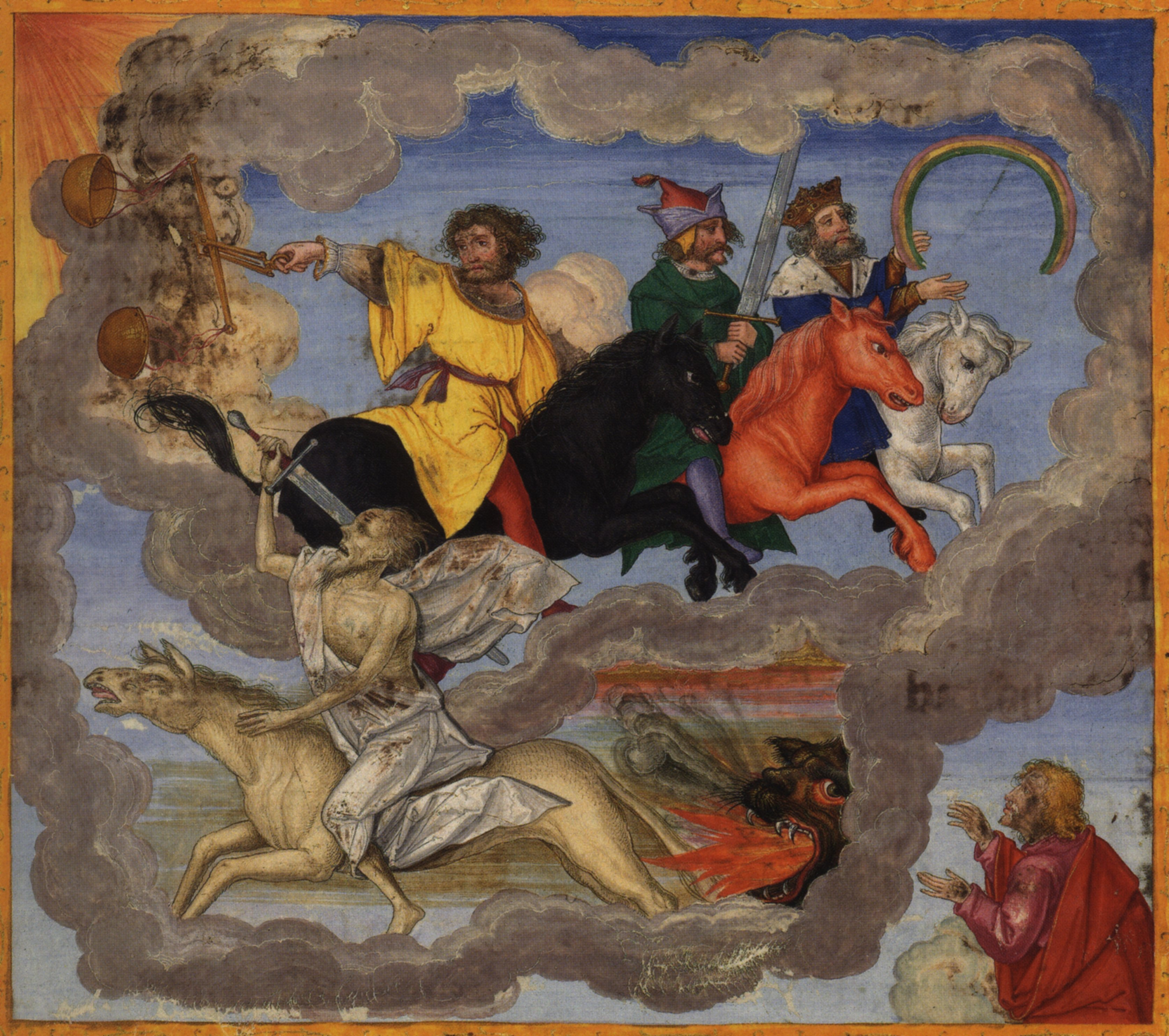
Ottheinrich-Bijbel, Bayerische Staatsbibliothek, Cgm 8010, fol. 288r de vier ruiters van de Apocalyps

### De vroegchristelijke literatuur
De belangrijkste vermelding van Gog en Magog in de vroegchristelijke literatuur vinden we terug in de Openbaring van Johannes, waarschijnlijk te dateren op het einde van de eerste eeuw. De geschriften van Johannes staan dicht bij de rabbijnse interpretatie. Johannes kende waarschijnlijk de Sibillijnse orakels en het boek Jubileeën en hij combineerde de Joodse traditie met het thema van het Messiaanse duizendjarige rijk.
Ook de kerkvaders becommentarieerden en interpreteerden het verhaal van Gog en Magog. De eerste kerkvaders geloofden ook in een letterlijke uitleg van Openbaring 20:1-6. Justinus de Martelaar en Ireneüs kwamen bekend te staan als de felste uitdragers van dit idee van het premillennialisme. Maar deze interpretatie werd al vroeg in twijfel getrokken door Marcion en later door Origenes. Hiëronymus noemde ook de Scythen als de nakomelingen van Magog die op het einde van het messiaanse rijk de wereld zouden terroriseren. Ambrosius en Isidorus van Sevilla vereenzelvigden Gog en Magog met de Goten.
Augustinus hing in zijn eerste periode als theoloog het idee aan dat de geschiedenis in twee delen was opgedeeld. Ten eerste de eeuw van de kerk (deze zou zesduizend jaar duren) en daarna het duizendjarig vrederijk. Dit idee was tot die tijd gangbaar binnen het christendom. Augustinus verschoof al snel naar het amillennialisme. Het amillennialisme ziet het duizendjarig rijk van Christus niet als een fysiek rijk maar als een spiritueel rijk. De theologie van Augustinus van het amillennialisme zou toonaangevend blijven tijdens de middeleeuwen. In tegenstelling met de andere kerkvaders zegt Augustinus in zijn De civitate Dei dat het onjuist is om Gog en Magog te associëren met een of ander barbaars volk op basis van gelijkklinkende namen of gelijkaardige initialen.

### De Alexanderromans
De Alexanderroman was een van de populairste thema’s in de literatuur vanaf de 3e eeuw v.Chr. tot laat in de middeleeuwen, het behandelde het geromantiseerde leven van Alexander met de toevoeging van allerlei fantastische verhalen. De Alexander-literatuur ontstond in de Helleense cultuur, de eerste versie wordt toegeschreven aan een auteur die men de pseudo-Callistenes noemt. Het verhaal was ook zeer populair in het oosten waar er onder meer Armeense, Syrische, Perzische, Arabische, Koptische en Ethiopische versies ontstonden.
Zoals hierboven reeds vermeld, werd door Flavius Josephus (1e eeuw) gewezen naar Alexander de Grote in verband met vreemde barbaarse volkeren die Alexander wilde afsluiten van de beschaafde wereld, hoewel dit verhaal niet is terug te vinden in de oudste Alexanderromans in het Grieks, Latijn, Armeens en Syrisch uit de 3e tot de 7e eeuw.
Dit verhaal komt voor het eerst voor in een Syrische vertelling van een exploot van Alexander, dat beschrijft hoe Alexander naar het eind van de wereld reisde en daar een ijzeren poort bouwde om de Hunnen op te sluiten zodat ze niet meer naar het zuiden konden trekken om te plunderen. Deze Alexandervertelling, de zogenoemde Alexanderlegende, werd geschreven door een Mesopotamische christen, waarschijnlijk in Amid of Edessa omstreeks 629-630. Het verhaal gaat verder met de inscriptie van een profetie die Alexander in de deur laat aanbrengen. Die zegt dat de Hunnen binnen 826 jaar zullen uitbreken en Gog en Magog de wereld zullen onderwerpen. Na 940 jaar zal de laatste christelijke keizer opstaan en dan komt er een einde aan de wereld omdat God de poort zal openen en alles zal vergaan en in bloed worden gesmoord onder de aanvallen van de barbaren. Deze Alexanderlegende is het eerste werk dat het Alexanderverhaal van de ijzeren poort in een apocalyptisch kader plaatst.
Een werk dat ook in de buurt van Amid ontstaat, het zogenoemde Syrische Alexandergedicht, toegeschreven aan Jacobus van Sarug in de manuscripten, was gebaseerd op de Syrische Alexanderlegende, maar werd geschreven in de 7e eeuw kort voor de moslims de streek bezetten. In deze tekst wordt Alexander opgevoerd als een vrome en godvruchtige koning, een instrument in het grote plan van God. In het gedicht treedt hij naar voor als een profeet van God die de poort bouwt op bevel van God. De poort zal de apocalyptische volkeren insluiten tot God zal beslissen om hem te openen op het einde der tijden. Het gedicht geeft een gedetailleerde omschrijving van zijn reis, het contact met de vieze volkeren, het bouwen van de poort en zijn afmetingen.

### De Apocalyps van Pseudo-Methodius
Vanaf het midden van de zevende eeuw komt er een drastische wijziging in de politieke situatie van noordelijk Mesopotamië. Enerzijds bleef er voor de bloeiende christelijke gemeenschap de dreiging van de Hunnen en anderzijds waren er de oprukkende islamieten. In die context ontstonden talrijke apocalyptische geschriften. Een ervan is de zogenoemde Pseudo-Methodius. Het handschrift werd door de anonieme auteur toegeschreven aan Methodius, bisschop van Patara, maar werd waarschijnlijk gemaakt in het laatste decennium van de 7e eeuw. De auteur beriep zich waarschijnlijk op Methodius om zijn werk autoriteit en aanzien te geven maar ook omdat de auteur in zijn werk het millenniarisme wou gebruiken om zijn Syrische versie van de Apocalyps te bevestigen. Het werk ontstond waarschijnlijk in de bergachtige streek van Noord-Irak ten tijde van de Arabische opmars in dit gebied. De eschatologische visie van de schrijver is dan ook gebaseerd op deze Arabische verovering van Mesopotamië. Door het werk aan Methodius toe te schrijven kregen feiten uit de tijd van de schrijver het karakter van een profetie.
De tekst bestaat uit twee gedeeltes, een eerste historisch en een tweede profetisch deel. Het historische deel is schatplichtig aan het Syrische werk De grot van de schatten. De auteur wou een soort wereldgeschiedenis schrijven van de schepping tot aan het einde der tijden en wil vooral aantonen dat het Grieks-Romeinse christelijk-Byzantijnse rijk het laatste is van de vier wereldrijken zoals ze beschreven worden in het boek Daniel.
De tekst hervat het Alexanderverhaal met het opsluiten van Gog en Magog, maar deze Alexander wordt hier vereenzelvigd met een eschatologische figuur, de laatste christelijke keizer, die uiteindelijk de vijand (de Arabieren) en Gog en Magog zal verslaan en zijn rijk zal overdragen aan Christus door hem zijn kroon te overhandigen op Golgotha. Volgens de schrijver waren deze evenementen nakend, het einde der tijden was nabij. De Alexander die door de Pseudo-Methodius werd opgevoerd zou een afstammeling geweest zijn van een Ethiopische prinses en de legendarische stichter van Byzantium, Byzas. Naast de Alexanderlegende heeft de Pseudo-Methodius zich ook gebaseerd op de Syrische Julianusroman.
De Apocalyps van de Pseudo-Methodius kende een zeer snelle verbreiding in het gebied van de Syrische christenen en werd zeer snel vertaald naar het Grieks (700-710) en van daaruit naar het Latijn (710-720). De snelle verspreiding werd volgens Reinink mede bepaald door het feit dat de apocalyptische verklaring van actuele gebeurtenissen in de christelijke gemeenschappen gebruikt kon worden als een leidraad voor reactie op de bedreigende omstandigheden. De Pseudo-Methodius werd een van de belangrijkste apocalyptische geschriften in Byzantium en in het middeleeuwse westen. Het is dankzij dit werk dat het Alexanderverhaal van de ijzeren poort en het opsluiten van Gog en Magog uit het Syrisch via het Grieks in de Latijnse literatuur in het westen terechtkwam.

### De Koran
Het is eveneens via de Syrische literatuur dat het Alexanderverhaal van de ijzeren poort en het insluiten van Gog en Magog zijn weg vond naar de Koran en de vroege islamitische literatuur. Gog en Magog (Yajūj wa-Majūj) en de Hoornenman worden vermeld in soera Al-kahf (de grot 18:83-98) en soera Al-anbiya (de profeten 21:95-96). In soera 18 vinden we het verhaal van Dhul-Qarnayn die een ijzeren muur bouwt tussen twee bergen om Gog en Magog van de beschaafde wereld af te sluiten. Ook in de Koran wordt gesproken over het loslaten van Gog en Magog op de dag des oordeels (soera 21:95-96).
De negende kalief van de Abassiden, al-Wāthiq bi-'llāh, stuurde een expeditie onder leiding van Sallam-ul-Tarjuman om de ijzeren muur op te sporen en te beschrijven. Via Samarrah en Tbilisi bereikten ze Derbent waar ze de muur gezien zouden hebben.

## Toeschrijvingen van Gog en Magog
In de ganse geschiedenis zijn Gog en Magog het zinnebeeld geweest van de vijand. Afhankelijk van wie de toeschrijving deed hebben Gog en Magog over heel de wereld gewoond. Voor het christelijke westen waren de islamieten Gog en Magog.
Ter informatie een lijst van de bekendste toewijzingen:
- Assyrië[26] en Babylonië in het Oude Testament
- Meden en Parthen bij Henoch[bron?] 56 en 57[27]
- De Scythen bij Flavius Josephus[28] en bij Hiëronymus.[29] In de oude Griekse en Latijnse etnografie waren de Scythen een nomadisch ruitervolk uit de Aziatische steppen buiten de Romeinse invloedssfeer. "Scythen" kon dus evengoed "Hunnen" betekenen.[29]
- Ethiopië in de Sibillijnse orakels[30]
- De Romeinen bij Eusebius[31]
- De Goten bij Ambrosius en Isidorus van Sevilla[32]
- De Hunnen waren voor Procopius van Caesarea in zijn De bello Persico het volk dat opgesloten werd achter de muur van Alexander.[33]
- De Saracenen die optrokken tegen het Byzantijnse Rijk en Jeruzalem[34]
- De Mongolen[35] werden niet alleen door de christelijke wereld gezien als Gog en Magog, maar ook sommige islamitische geleerden zagen in de Mongolen de legers van Yajūj wa-Majūj die het Abbasidische rijk vernielden.[36]
- De Turken werden geïdentificeerd als Gog en Magog door middeleeuwse auteurs. Ook Martin Luther zag de Turken in die context, maar hij vond dat ze bekeerd moesten worden in plaats van bevochten.[37]
- Napoleon werd in de rabbijnse literatuur opgevoerd als de Gog van het einde der tijden, maar ook sommige Russen herkenden Gog in hem.
- Nazi-Duitsland was ook een kandidaat.[31]
- Rusland en de Sovjet-Unie werden door Hal Lindsey, en ook Ronald Reagan, gezien als Gog en Magog.[38][39]
- De westerse naties worden tegenwoordig in sommige moderne Koran-interpretaties gezien als Gog en Magog.[36]

## Gog, Magog en George W. Bush
Volgens een verhaal dat in 2007 door Dr. Thomas Römer, professor theologie van de Universiteit van Lausanne werd gepubliceerd in het tijdschrift van de universiteit Allez savoir, zou hij in de winter van 2003 een telefoontje hebben gekregen van President Jacques Chirac. Het ging erover wie Gog en Magog waren want president Chirac had van president Bush een telefoontje gekregen om hem ertoe te bewegen mee in de alliantie (de “coalition of the willing”) en de op til zijnde oorlog tegen Irak te stappen. Bush zou gezegd hebben dat Gog en Magog aan het werk waren in het Midden-Oosten en dat de Bijbelse profetieën zich aan het voltrekken waren. Een stomverbaasde Chirac, die nog nooit van Gog of Magog had gehoord, liet toen zijn medewerkers uitzoeken waar het in vredesnaam over kon gaan, vandaar het contact met Thomas Römer.

## Gog en Magog in Londen
In 1415 werden twee reuzen, die waren gebeeldhouwd door William Goos, gebruikt om Hendrik V te verwelkomen in Londen na de Slag bij Azincourt. Nadien bleven de reuzen opgesteld in de Guildhall in Londen. Ze assisteerden bij plechtigheden en werden meegedragen in de jaarlijkse Lord Mayor's Show.
Ze waren ook aanwezig op de kroning van Elizabeth I op 15 januari 1559. Zij kende ze als Goemagot van Albion en Corineus van Brittannië. Volgens de Historia regum Britanniae, in ca. 1136 geschreven door Geoffrey van Monmouth, werd Brittannië gesticht door de Trojaanse held Brutus op het eiland Albion. Het eiland was volgens de legende genoemd naar Alba, de oudste dochter van Diocletianus, die met haar zussen was verbannen nadat ze hun mannen hadden vermoord. Het was bevolkt door een reuzenras, de afstammelingen van de dochters van Diocletianus en de monsters die oorspronkelijk het eiland hadden bewoond. Corineus, een van de gezellen van Brutus die Cornwall had toebedeeld gekregen gooide in een gevecht Goemagot vanaf een klif in zee in de buurt van het huidige Plymouth. Allengs ging de naam van Corineus verloren en werden de figuren Gog en Magog genoemd.
In 1708 werden nieuwe beelden gemaakt door Richard Saunders, maar die werden vernield bij een bombardement op 29 december 1940. In 1954 werden Gog en Magog opnieuw gecreëerd, deze keer door David Evans en dat zijn de beelden die tot op vandaag de Guildhall bewaken.